# Rokometno društvo Slovan
Rokometno društvo Slovan (s kratico RD Slovan, tudi Slovan) je slovenski rokometni klub iz Ljubljane. Ustanovljen je bil leta 1949, domače tekme igra v Dvorani Kodeljevo. Največji uspehi kluba so naslov jugoslovanskega prvaka v sezoni 1979/80, drugo mesto v pokalu evropskih prvakov v sezoni 1980/81 ter zmaga v slovenskem pokalu v sezoni 2024/25.

## Lovorike

### Domače
- Jugoslovanska liga

Prvak (1): 1979/80
- slovenska 1. A liga

Podprvak (1): 1991/92
- slovenska 1. B liga

Prvak (2): 2012/13, 2019/20
Podprvak (2): 2004/05, 2016/17
- Slovenski pokal

Zmagovalec (1): 2024/25
Finalist (2): 1992/93, 1995/96

### Evropske
- Pokal evropskih prvakov

Podprvak (1): 1980/81